# Łukasz Płaczek
Łukasz Płaczek (ur. 4 lipca 1983) – polski lekkoatleta, wieloboista. Zawodnik m.in. AZS-AWFiS Gdańsk. Trener przygotowania motorycznego, kierownik siłowni Tiger Gym w Gdyni.

## Kariera
3-krotny Mistrz Polski na stadionie (2005 & 2006 & 2009) oraz raz w hali (2006).
Wicemistrz Polski w 2004.
2-krotny Mistrz Polski w Football Amerykański (2012 & 2014) z zespołem Seahawks Gdynia.
Trener przygotowania motorycznego, kierownik siłowni Fenix Gym.

## Rekordy życiowe
- dziesięciobój lekkoatletyczny - 7488 pkt (2005)
- siedmiobój lekkoatletyczny (hala) - 5591 pkt (2006)